# Kartause Pleterje

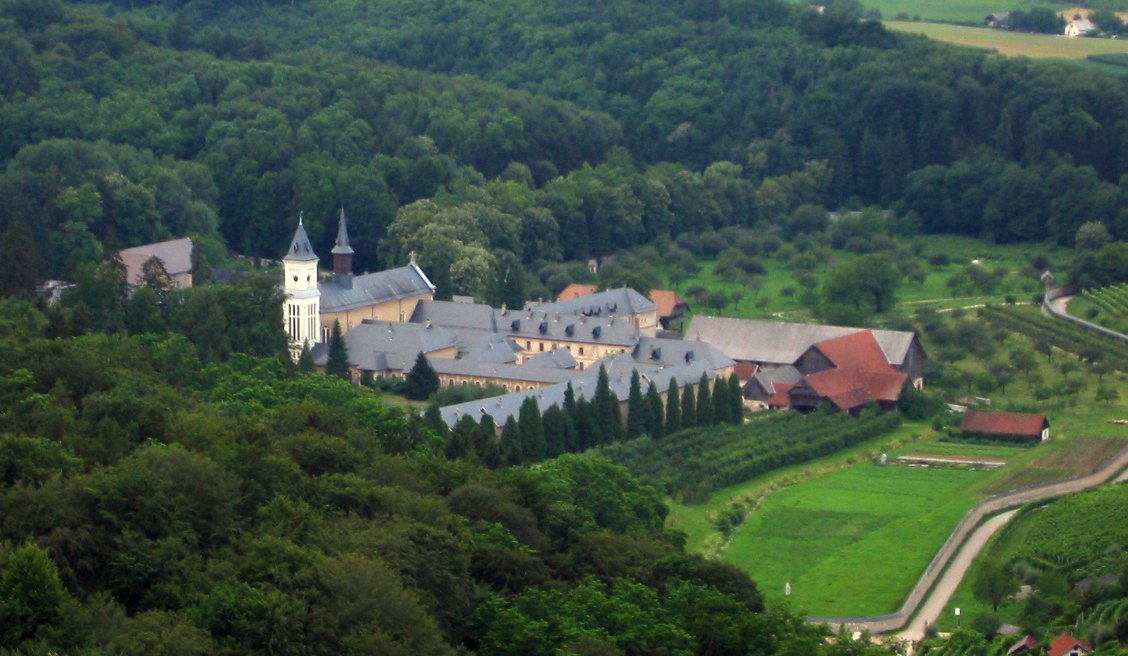
Die Kartause Pleterje

Die Kartause Pleterje (slowenisch: Kartuzija Pleterje; deutsch: Kartause Pleteriach, auch Pletriach, Plettriach oder Neustift) ist ein Kloster der Kartäuser bei Šentjernej in Slowenien. Das Kloster ist die einzige bestehende Kartause Sloweniens.

## Geschichte

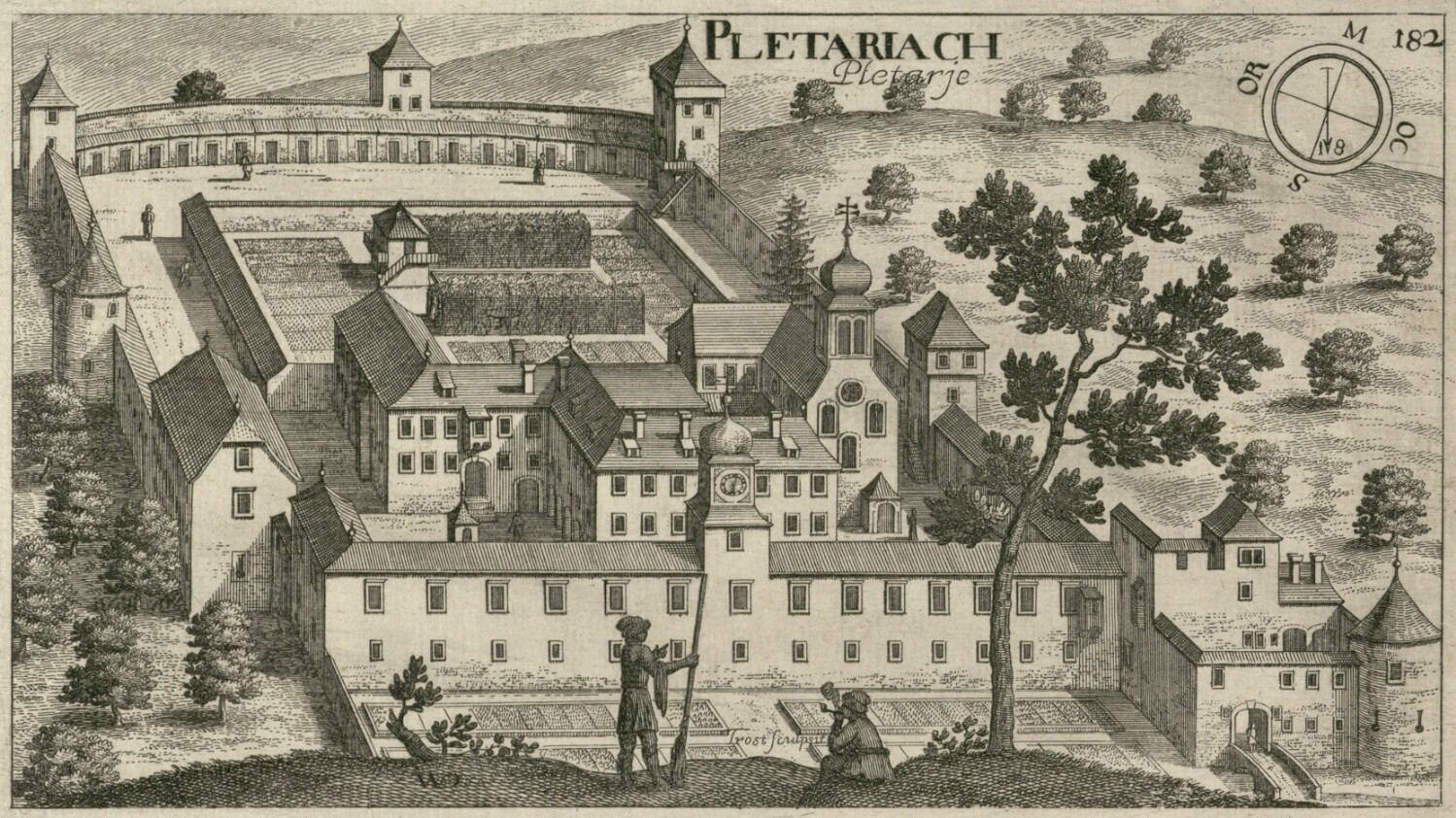
Die Kartause Pleterje um 1680

### Erste Gründung
Das Kloster, in einem Tal am nördlichen Gebirgsrand des Gorjanci-Gebirges, wurde im Jahre 1403 von Graf Hermann II. von Cilli gegründet. Der Bau der Klosteranlage wurde 1406 abgeschlossen.
In den Jahren 1462 bis 1467 wirkte der Mystiker und Theologe Nikolaus Kempf (1415–1497) als Prior des Klosters. Während der Türkenkriege wurde das Kloster im Jahr 1471 zerstört. Nach dem anschließenden Neuaufbau, erhielt die Anlage durch wesentlich verstärkte Mauern zur leichteren Verteidigung, den Charakter einer Festung.
Nach einer Phase des ökonomischen und spirituellen Niedergangs der Kartause, übergab Erzherzog Ferdinand II von Österreich das Kloster 1593 den Jesuiten von Ljubljana. Als Papst Clemens XIV. den Jesuitenorden auflöste, wurde Pleterje im Jahr 1772 staatliches Eigentum. Im Jahr 1839 ging das Kloster in private Hände.

### Zweite Gründung
Im Jahr 1899 erwarben die Kartäuser das Gelände erneut und begannen mit dem Bau einer neuen Klosteranlage. Der Bau wurde fünf Jahre später fertiggestellt.
Während des Zweiten Weltkriegs erlitt die Kartause schwere Schäden und wurde im Jahr 1943 von Partisanen in Brand gesetzt.

## Klosteranlage und Bauten

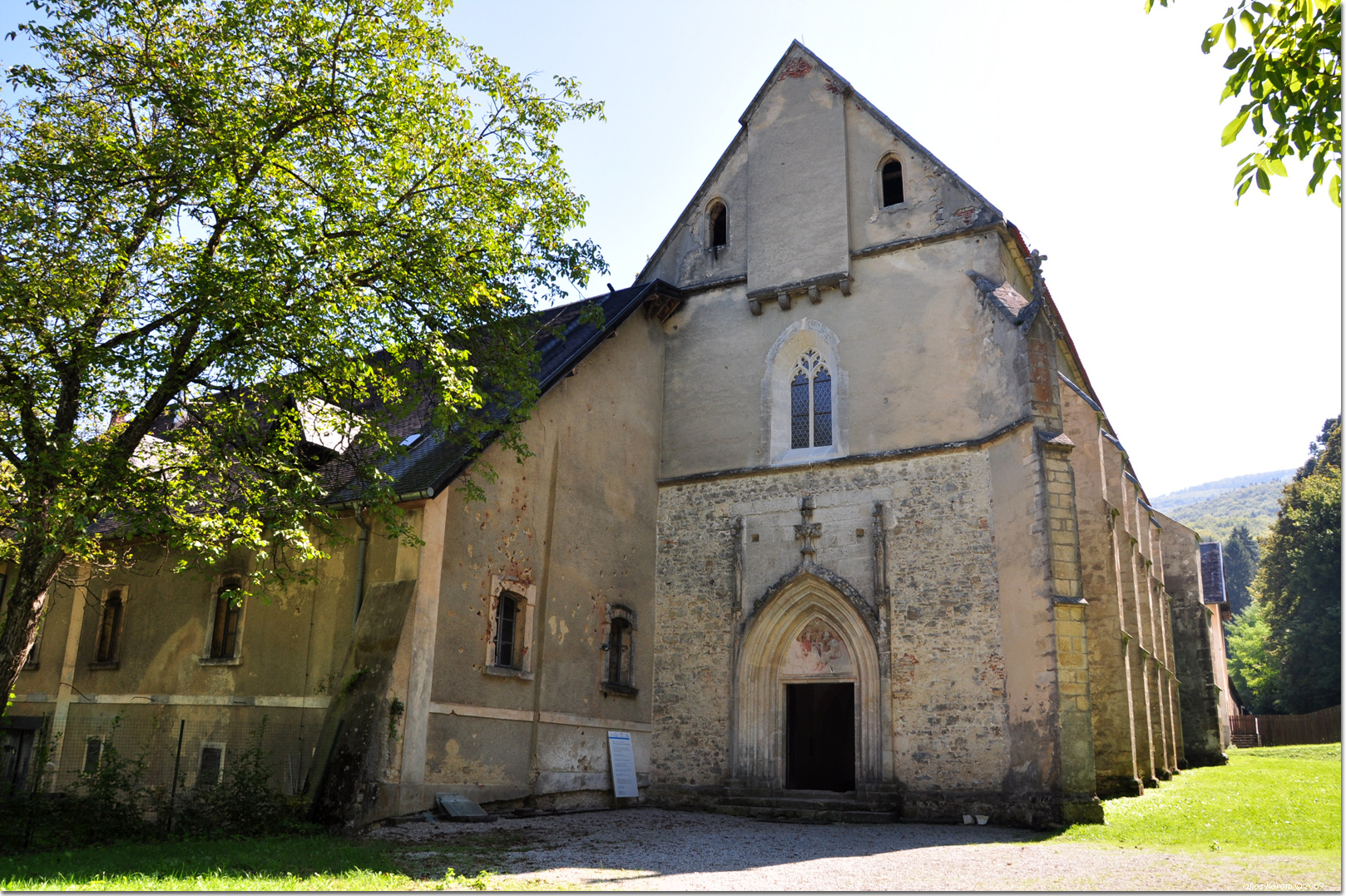
Gotische Klosterkirche aus dem 15. Jahrhundert

Heute ist die Kartause eine der 24 weltweit noch bestehenden Niederlassungen des Kartäuserordens. Die Gebäude stammen aus der Zeit der zweiten Gründung im späten 19. Jahrhundert, mit Ausnahme der gotischen Kirche, 1420 geweiht dem „Thron der allerheiligsten Dreifaltigkeit“. Die Zellen der Mönche, einzelne voneinander getrennte Häuser, sind um den großen Kreuzgang angeordnet.
Die Mönche bewirtschaften etwa 30 Hektar Land, produzieren vor allem Obst, Honig und Bienenwachskerzen, die slowenische Weinspezialität Cviček und Obstbrände, insbesondere Birnenbrand.
Gemäß ihrer Berufung zum einsamen Leben erlauben die Klausurvorschriften der Kartäuser keinen Zugang für die Öffentlichkeit. Die Kartause ist, bis auf das Museum für Sakralkunst im Ostteil des Klosters, nicht zu besichtigen.

### Kunstsammlung
Die Klostergemeinschaft besitzt eine bedeutende Gemäldesammlung. Die Kunstschätze stammen zumeist aus dem 17. und 18. Jahrhundert, von flämischen, französischen, italienischen und deutschen Künstlern. Die meisten dieser Bilder erreichten Pleterje, als die 1904 aus Frankreich vertriebenen Brüder des Kartäuserklosters Bosserville aufgenommen wurden. Um die Kunstschätze des alten Klosterkomplexes dem Publikum zugänglich zu machen, gleichzeitig aber die klösterliche Ruhe zu wahren, befinden sich die Gemälde im Museum Kloster Kostanjevica, südlich der Stadt Kostanjevica na Krki.

### Museen
Der Ostteil des Gebäudekomplexes, der Besuchern zugänglich ist, enthält das „Museum für Sakralkunst“ der Kartause, einschließlich einer Sammlung des Regionalmuseums Dolenjska. Auf den Ländereien der Kartause, aber außerhalb des Konvents, befindet sich das „Freilichtmuseum Kartause Pleterje“, mit traditionellen landschaftlichen Gebäuden und Beispielen typischer slowenischer Baukunst.